# Casa Highland
La Casa Highland es un hotel histórico, que actualmente funciona como un museo, localizado en el 27 de Highland Light Road, dentro de la costa nacional de Cabo Cod en Truro, Massachusetts, cerca de Highland Light en el Distrito Histórico de Truro Highlands. El edificio actual de dos pisos fue construido en 1907 por Isaac Small, cuya familia había estado sirviendo a los turistas en la zona, entre ellos Henry David Thoreau, desde 1835.
El edificio fue agregado al Registro Nacional de Lugares Históricos en 1975.  Es conocido actualmente como Highland House Museum y es operado por la Sociedad Histórica de Truro como museo de historia local.